# Baixo Amazonas
Baixo Amazonas is een van de zes mesoregio's van de Braziliaanse deelstaat Pará. Zij grenst aan de mesoregio's Marajó, Sudoeste Paraense, Sul do Amapá (AP), Sul de Roraima (RR) en Centro Amazonense (AM). De mesoregio heeft een oppervlakte van ca. 340.452,728 km². Midden 2006 werd het inwoneraantal geschat op 695.950.
Drie microregio's behoren tot deze mesoregio:
- Almeirim
- Óbidos
- Santarém

Mesoregio's: Baixo Amazonas · Marajó · Metropolitana de Belém · Nordeste Paraense · Sudeste Paraense · Sudoeste Paraense

Microregio's: Almerim · Altamira · Arari · Belém · Bragantina · Cametá · Castanhal · Conceição do Araguaia · Furos de Breves · Guamá · Itaituba · Marabá · Óbidos · Paragominas · Parauapebas · Portel · Redenção · Salgado · Santarém · São Félix do Xingu · Tomé-Açu · Tucuruí